# Suda (fiume)
La Suda (in russo Суда?) è un fiume del nord-ovest della Russia europea, tributario del bacino di Rybinsk sul Volga. Scorre nell'oblast' di Vologda. Fino al riempimento del bacino idrico negli anni Trenta, scorreva nello Šeksna sotto Čerepovec.

## Descrizione
La Suda, che ha origine dalla confluenza di due fiumi: Nožema (lungo 77 km) e Kološma (68 km), scorre prevalentemente in direzione sud-orientale. La sua larghezza è di circa 30 - 40 metri; le sponde del fiume sono alte e boscose, la portata è elevata. Dopo il villaggio di Borisovo-Sudskoe il fiume si espande fino a 60 metri e si addentra in una foresta disabitata. In questa sezione ci sono delle rapide. Alla confluenza del Kolp' la corrente rallenta e la larghezza della Suda aumenta fino a 80 metri. Nell'ultimo tratto comincia a farsi sentire il ristagno del bacino idrico e il fiume si espande fino a 150-200 metri. 
La Suda sfocia nel bacino di Rybinsk nel suo punto più settentrionale, ricevendo uno dei suoi più grandi affluenti, l'Andoga, 10 chilometri prima della foce. Negli ultimi chilometri il fiume è navigabile. La sua lunghezza è di 184 km, il bacino idrografico di 13 500 km². I suoi maggiori affluenti sono: Andoga (da sinistra) e Kolp' (da destra). I maggiori insediamenti lungo il fiume sono: Borisovo-Sudskoe, l'insediamento di tipo urbano di Kaduj (a 2 km di distanza), e l'omonimo villaggio di Suda alla foce.